# Sítio Histórico Nacional de Primeiras-damas
O Local Histórico Nacional de Primeiras-damas (em inglês:  First Ladies National Historic Site) é um local histórico nacional dos Estados Unidos localizado em Canton, Ohio.
O parque foi criado em 2000 para comemorar todas as primeiras-damas americanas e é composto por dois edifícios: a Casa Histórica de Ida Saxton McKinley e o Centro de Educação e Pesquisa. o Centro localiza-se um bloco ao norte da casa Saxton McKinley, na 205 Market Avenue South. O edifício de 1895, antigamente o Prédio do Banco Nacional da Cidade, foi dado à Biblioteca Nacional de Primeiras-damas em 1997. O primeiro andar do centro se dispõe para o teatro, filmes apresentações, tendo um grande espaço que, por vezes, serve para exibições e reuniões, e uma pequena biblioteca com uma coleção de livros que replica a coleção da Primeira-dama dos Estados Unidos Abigail Fillmore para a primeira Biblioteca da Casa Branca. O segundo andar do Centro compreende a Biblioteca Nacional de Primeiras-damas principal. Os outros andares contêm salas de conferência, armazenagem e escritórios.
A Casa Histórica de Ida Saxton McKinley preserva a casa da esposa do presidente norte-americano William McKinley. A casa sege o estilo da Era Vitoriana, tendo sido construída em 1841 e reformada em 1865.
O local foi incluído no Registro Nacional de Lugares Históricos em 31 de janeiro de 2001.